# Алков камък
Алков камък е мегалитно светилище, разположено на 2 km от град Костандово, общ. Ракитово, обл. Пазарджик, България.
В продължение на няколко сезона, между 1976 и 1985 година, археологическият обект е проучван в рамките на „Експедиция Бесика“. Проучването потвърждава култовия характер на обекта – мястото е служело като светилище на богинята Хера, а в непосредствена близост до него е разкрито и тракийско селище и фортификационно съоръжение.
Проучването на „Мегалитното светилище Алков камък“ е част от своеобразната научна кампания започнала през 1970-те години, когато започва първият етап от проучването на тракийските култови центрове на територията на Западните Родопи. През този период постепенно е натрупана информация за голям брой култови места в планинските масиви. Основен принос в развитието на тракийската археология на култа през този период има полският археолог проф. Мечислав Домарадски. В края на 70-те години, като научен ръководител на експедицията по протежението на реките Струма и Места, той формулира и обособява проблемите на т.нар. „свещени места“ в Древна Тракия. Проф. Домарадски взема участие във всички важни за тракийската култова археология проучвания в този регион. В рамките на "Национална комплексна научноизследователска програма „Родопи“ в периода 1974 до 1979 г. са регистрирани общо 186 археологически обекта от различни епохи по билото на западните и южните склонове на рида Дъбраш. Информацията, събрана по време на теренните обхождания на „Експедиция Места“, е допълвана чрез сондажни проучвания на избрани обекти. Такива са тези при селата Долен, Ковачевица, Сатовча, Црънча, Бабяк, Гостун, Господинци, Осина и Фъргово.
„Мегалитното светилище Алков камък“ е един от значимите скално-култови комплекси на етническата територия на племето Беси, но не е цялостно публикуван.